# Kongreßdenkmal
Le Kongreßdenkmal (en français : mémorial du Congrès), est un monument commémorant le congrès d'Aix-la-Chapelle de 1818. Situé dans la ville d'Aix-la-Chapelle en Allemagne, il fut érigé entre 1836 et 1844 à un emplacement historique sur Adalbertsteinweg par les architectes Johann Peter Cremer (de) et Karl Friedrich Schinkel. Démonté en 1914, il est transféré au jardin municipal d'Aix-la-Chapelle (de) en 1928.

## Histoire
Le monument a pour origine une réunion de souverains, le roi Frédéric-Guillaume III, le tsar Alexandre de Russie et l'empereur François Ier d'Autriche à l'occasion du cinquième anniversaire de la bataille de Leipzig le 18 octobre 1818 lors du Congrès d'Aix-la-Chapelle, devant l'Adalbertstor (de), au cours duquel les monarques commémorent l'événement par un service religieux puis renouvellent leur vœu de Leipzig d'œuvrer « pour le salut des peuples, pour l'établissement de la justice et de la vérité ».

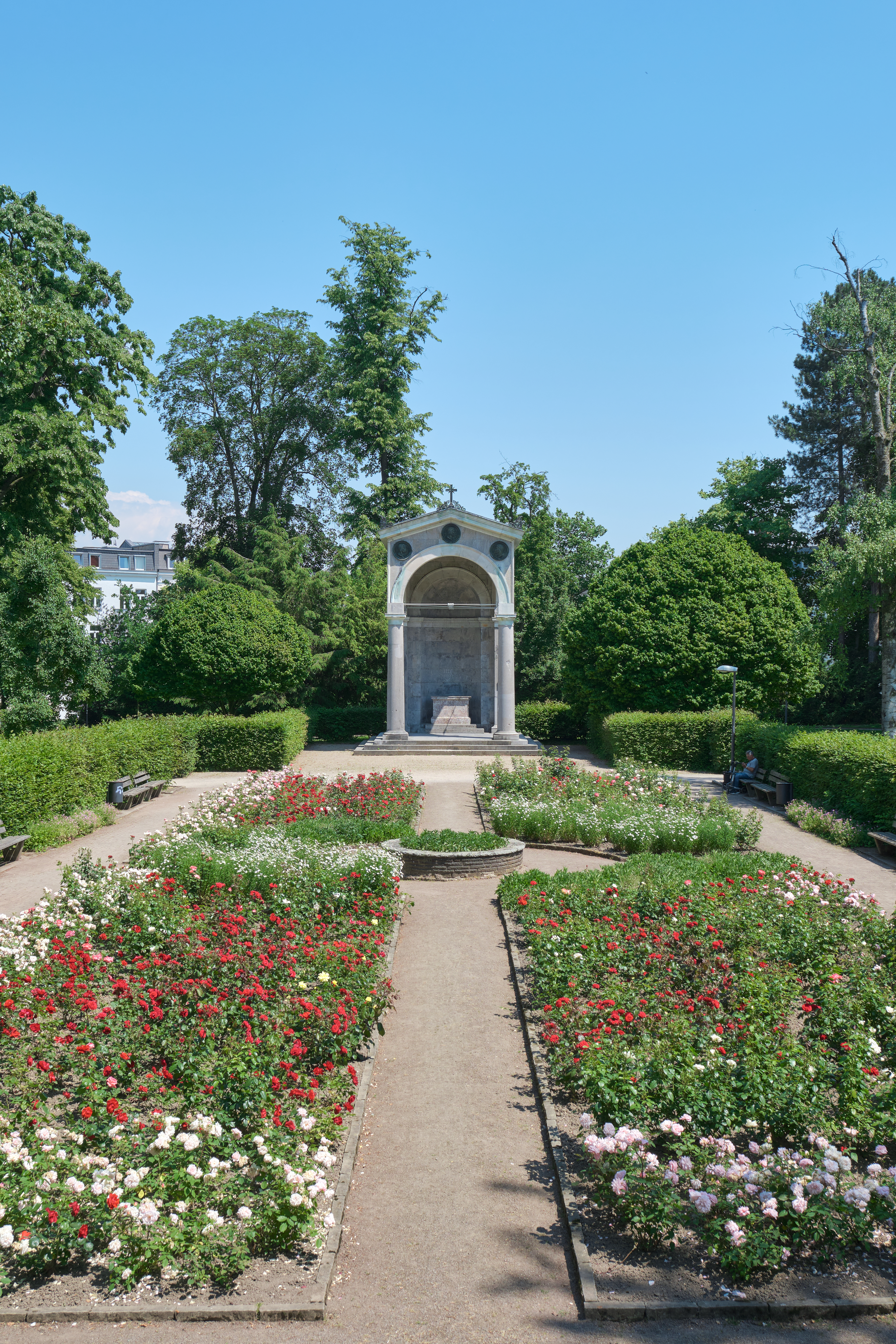
Roseraie du jardin communal.

La ville décide alors d'ériger un mémorial sur le site. En 1822, Cremer présente un projet, repris par le prince héritier Friedrich Wilhelm, futur roi Frédéric-Guillaume IV, qui pose la première pierre lors de sa visite en Rhénanie le 5 octobre 1836. Les travaux ne commencent que l'année suivante quand une délégation d'Aix-la-Chapelle à Berlin approche le prince héritier au sujet du monument. Schinkel dessine un croquis : puisque cela « était destiné à perpétuer un acte religieux en quelque sorte », Schinkel choisit la « forme d'un temple ou d'une chapelle ». Cremer met en œuvre le projet estimé à 11 600 thalers. En 1839, la construction est reprise par le maître d'œuvre de la ville d'Aix-la-Chapelle Friedrich Joseph Ark qui utilise du marbre de Carrare, puis de 1841 à 1844 par l'entrepreneur en bâtiment d'Aix-la-Chapelle Andreas Hansen (de). Le marbre est taillé par le maître liégeois Ballat. Les bronzes représentant les têtes des monarques sont du sculpteur Friedrich Joseph Porcher (de) sur la base d'une esquisse du professeur Nikolaus Salm (de). Le monument est inauguré le 15 octobre 1844.
Le 28 août 1914, il est démantelé pour faire place à la première extension du palais de justice voisin vers Adalbertsteinweg. Il devait être reconstruit dans la cour du futur palais de justice et fut initialement entreposé dans la moitié nord de la cour de l'ancien palais de justice. On choisit enfin de l'installer dans le Stadtgarten (jardin municipal) pour le rendre plus accessible au public.
Lors de la reconstruction du monument en 1928 dans la roseraie du Stadtgarten par le tailleur de pierre d'Aix-la-Chapelle August Laschet, dirigé par le maître d'œuvre du gouvernement d'Aix-la-Chapelle Karl Josef Frank, certaines parties endommagées sont éremplacées, y compris le socle en marbre avec du calcaire bleu (Blaustein). Les colonnes endommagées sont raccourcies de 80 cm et rénovées.
Le monument du congrès est l'un des monuments classés de la ville d'Aix-la-Chapelle.